# Basketbol Süper Ligi
La Superliga de Baloncesto de Turquía también conocida en inglés como Basketball Superleague y por motivos de patrocinio ING Basketbol Süper Ligi, es la principal competición nacional de baloncesto de Turquía. Existen también divisiones inferiores, conocida la segunda como TB2L. El último campeón ha sido en 2025 el Fenerbahçe.

## Historia
El primer partido de baloncesto disputado en Turquía se jugó en el Robert College de Estambul, en el año 1904. El primer equipo que se formó en ese país fue el Galatasaray Lisesi (Liceo Galatasaray), en 1911, para posteriormente, en 1913 fundarse el Fenerbahçe SK. Una liga no oficial se creó en Estambul en 1927, la cual permaneció hasta el establecimiento de la primera competición oficial en 1933. A partir de 1946, los campeonatos de baloncesto estaban formados por los clubes más importantes de Estambul, Ankara y Esmirna.
La Liga de Baloncesto de Turquía, en su concepción actual, se creó el 13 de diciembre de 1966 por medio de la Federación turca de Baloncesto. En 1968 comenzó también su andadura la segunda división.

## La competición
La liga consta de 16 equipos que juegan una fase regular de partidos a doble vuelta. Los 8 primeros clasificados acceden a la ronda de play-offs que deciden el ganador final de la competición. Los dos últimos clasificados descienden automáticamente a la segunda división, ascendiendo los dos primeros de ésta, mientras que los clasificados en tercera y cuarta posición promocionan con los dos últimos equipos no descendidos de primera,los ganadores se quedan en primera y los perdedores de esta ronda en segunda.

## Equipos 2025-26
| Equipo                         | Ciudad             | Pabellón                           | Capacidad |
| ------------------------------ | ------------------ | ---------------------------------- | --------- |
| Anadolu Efes                   | Estambul           | Sinan Erdem Dome                   | 16,000    |
| Bahçeşehir Koleji              | Estambul           | Caferağa Sports Hall               | 1,500     |
| Beşiktaş Sompo Japan           | Estambul           | BJK Akatlar Arena                  | 3,200     |
| Arel Üniversitesi Büyükçekmece | Estambul           | Gazanfer Bilge Spor Salonu         | 3,000     |
| Esenler Erokspor               | Estambul (Esenler) | Ahmet Cömert Sport Hall            | 3,500     |
| Fenerbahçe                     | Estambul           | Ülker Sports Arena                 | 13,800    |
| Yukatel Merkezefendi Basket    | Denizli            | Pamukkale University Arena         | 3,490     |
| Frutti Extra Bursaspor         | Bursa              | Tofaş Nilüfer Sports Hall          | 7,500     |
| Galatasaray Odeabank           | Estambul           | Sinan Erdem Dome                   | 16,000    |
| Manisa BB                      | Manisa             | Muradiye Spor Salonu               | 3,500     |
| Mersin MSK                     | Mersin             | Servet Tazegül Spor Salonu         | 7,500     |
| Petkim Spor                    | İzmir              | Aliağa Belediyesi ENKA Spor Salonu | 3,000     |
| Pınar Karşıyaka                | İzmir              | Karşıyaka Arena                    | 5,000     |
| Tofaş                          | Bursa              | Tofaş Nilüfer Sports Hall          | 7,500     |
| Trabzonspor                    | Trabzon            | Hayri Gür Arena                    | 7,500     |
| Türk Telekom                   | Ankara             | Ankara Arena                       | 10,400    |

## Palmarés
- Desde la temporada 1983-84 el campeón se determina en juegos de playoff.

| Temporada | Campeón                                  | Serie                                    | Subcampeón                               |                                          |                                          |
| 1966–67   | Altınordu                                |                                          | Galatasaray                              |                                          |                                          |
| 1967–68   | İstanbul TÜ                              |                                          | Fenerbahçe                               |                                          |                                          |
| 1968–69   | Galatasaray                              |                                          | İstanbul TÜ                              |                                          |                                          |
| 1969–70   | İstanbul TÜ                              |                                          | Fenerbahçe                               |                                          |                                          |
| 1970–71   | İstanbul TÜ                              |                                          | Fenerbahçe                               |                                          |                                          |
| 1971–72   | İstanbul TÜ                              |                                          | Beşiktaş                                 |                                          |                                          |
| 1972–73   | İstanbul TÜ                              |                                          | Şekerspor                                |                                          |                                          |
| 1973–74   | Muhafizgücü Ankara                       |                                          | Şekerspor                                |                                          |                                          |
| 1974–75   | Beşiktaş                                 |                                          | Galatasaray                              |                                          |                                          |
| 1975–76   | Eczacıbaşı                               |                                          | Beşiktaş                                 |                                          |                                          |
| 1976–77   | Eczacıbaşı                               |                                          | Beşiktaş                                 |                                          |                                          |
| 1977–78   | Eczacıbaşı                               |                                          | Tofaş Bursa                              |                                          |                                          |
| 1978–79   | Efes Pilsen                              |                                          | Eczacıbaşı                               |                                          |                                          |
| 1979–80   | Eczacıbaşı                               |                                          | Efes Pilsen                              |                                          |                                          |
| 1980–81   | Eczacıbaşı                               |                                          | Beşiktaş                                 |                                          |                                          |
| 1981–82   | Eczacıbaşı                               |                                          | Beşiktaş                                 |                                          |                                          |
| 1982–83   | Efes Pilsen                              |                                          | Fenerbahçe                               |                                          |                                          |
| 1983–84   | Efes Pilsen                              | 2–1                                      | Pinar Karşıyaka                          |                                          |                                          |
| 1984–85   | Galatasaray                              | 2–1                                      | Fenerbahçe                               |                                          |                                          |
| 1985–86   | Galatasaray                              | 2–1                                      | Efes Pilsen                              |                                          |                                          |
| 1986–87   | Pinar Karşıyaka                          | 2–1                                      | Galatasaray                              |                                          |                                          |
| 1987–88   | Eczacıbaşı                               | 3–1                                      | Çukurova Sanayi                          |                                          |                                          |
| 1988–89   | Eczacıbaşı                               | 3–1                                      | Çukurova Sanayi                          |                                          |                                          |
| 1989–90   | Galatasaray                              | 3–1                                      | Paşabahçe                                |                                          |                                          |
| 1990–91   | Fenerbahçe                               | 3–2                                      | Tofaş Bursa                              |                                          |                                          |
| 1991–92   | Efes Pilsen                              | 3–1                                      | Paşabahçe                                |                                          |                                          |
| 1992–93   | Efes Pilsen                              | 4–0                                      | Fenerbahçe                               |                                          |                                          |
| 1993–94   | Efes Pilsen                              | 4–2                                      | Ülker G.S.K.                             |                                          |                                          |
| 1994–95   | Ülker G.S.K.                             | 4–2                                      | Fenerbahçe                               |                                          |                                          |
| 1995–96   | Efes Pilsen                              | 4–0                                      | Ülker G.S.K.                             |                                          |                                          |
| 1996–97   | Efes Pilsen                              | 4–1                                      | Türk Telekom PTT                         |                                          |                                          |
| 1997–98   | Ülker G.S.K.                             | 4–2                                      | Efes Pilsen                              |                                          |                                          |
| 1998–99   | Tofaş Bursa                              | 4–2                                      | Efes Pilsen                              |                                          |                                          |
| 1999–00   | Tofaş Bursa                              | 4–1                                      | Efes Pilsen                              |                                          |                                          |
| 2000–01   | Ülker G.S.K.                             | 4–2                                      | Efes Pilsen                              |                                          |                                          |
| 2001–02   | Efes Pilsen                              | 4–2                                      | Ülker G.S.K.                             |                                          |                                          |
| 2002–03   | Efes Pilsen                              | 4–3                                      | Ülker G.S.K.                             |                                          |                                          |
| 2003–04   | Efes Pilsen                              | 4–2                                      | Ülker G.S.K.                             |                                          |                                          |
| 2004–05   | Efes Pilsen                              | 4–1                                      | Beşiktaş                                 |                                          |                                          |
| 2005–06   | Ülker G.S.K.                             | 4–0                                      | Efes Pilsen                              |                                          |                                          |
| 2006–07   | Fenerbahçe                               | 4–0                                      | Efes Pilsen                              |                                          |                                          |
| 2007–08   | Fenerbahçe                               | 4–1                                      | Türk Telekom                             |                                          |                                          |
| 2008–09   | Efes Pilsen                              | 4–2                                      | Fenerbahçe                               |                                          |                                          |
| 2009–10   | Fenerbahçe                               | 4–2                                      | Efes Pilsen                              |                                          |                                          |
| 2010–11   | Fenerbahçe                               | 4–2                                      | Galatasaray                              |                                          |                                          |
| 2011–12   | Beşiktaş                                 | 4–2                                      | Anadolu Efes                             |                                          |                                          |
| 2012–13   | Galatasaray                              | 4–1                                      | Banvit                                   |                                          |                                          |
| 2013–14   | Fenerbahçe                               | 4–3                                      | Galatasaray                              |                                          |                                          |
| 2014–15   | Pınar Karşıyaka                          | 4–1                                      | Anadolu Efes                             |                                          |                                          |
| 2015–16   | Fenerbahçe                               | 4–2                                      | Anadolu Efes                             |                                          |                                          |
| 2016–17   | Fenerbahçe                               | 4–0                                      | Beşiktaş                                 |                                          |                                          |
| 2017–18   | Fenerbahçe                               | 4–1                                      | Tofaş Bursa                              |                                          |                                          |
| 2018–19   | Anadolu Efes                             | 4–3                                      | Fenerbahçe                               |                                          |                                          |
| 2019–20   | Cancelado debido a la pandemia COVID-19. | Cancelado debido a la pandemia COVID-19. | Cancelado debido a la pandemia COVID-19. | Cancelado debido a la pandemia COVID-19. | Cancelado debido a la pandemia COVID-19. |
| 2020–21   | Anadolu Efes                             | 3–0                                      | Fenerbahçe                               |                                          |                                          |
| 2021–22   | Fenerbahçe                               | 3–1                                      | Anadolu Efes                             |                                          |                                          |
| 2022–23   | Anadolu Efes                             | 3–0                                      | Pınar Karşıyaka                          |                                          |                                          |
| 2023–24   | Fenerbahçe                               | 3–1                                      | Anadolu Efes                             |                                          |                                          |
| 2024–25   | Fenerbahçe                               | 4–1                                      | Beşiktaş                                 |                                          |                                          |

## Títulos por club
| Club                       | Títulos | Años campeón                                                                                   |
| -------------------------- | ------- | ---------------------------------------------------------------------------------------------- |
| Anadolu Efes / Efes Pilsen | 16      | 1979, 1983, 1984, 1992, 1993, 1994, 1996, 1997, 2002, 2003, 2004, 2005, 2009, 2019, 2021, 2023 |
| Fenerbahçe                 | 12      | 1991, 2007, 2008, 2010, 2011, 2014, 2016, 2017, 2018, 2022, 2024, 2025                         |
| Eczacıbaşı                 | 8       | 1976, 1977, 1978, 1980, 1981, 1982, 1988, 1989                                                 |
| İstanbul TÜ                | 5       | 1968, 1970, 1971, 1972, 1973                                                                   |
| Galatasaray                | 5       | 1969, 1985, 1986, 1990, 2013                                                                   |
| Ülkerspor                  | 4       | 1995, 1998, 2001, 2006                                                                         |
| Tofaş Bursa                | 2       | 1999, 2000                                                                                     |
| Beşiktaş                   | 2       | 1975, 2012                                                                                     |
| Pınar Karşıyaka            | 2       | 1987, 2015                                                                                     |
| Altınordu                  | 1       | 1967                                                                                           |
| Muhafizgücü Ankara         | 1       | 1974                                                                                           |

## MVP de la Final
| Temporada | MVP Final         | Equipo       |
| --------- | ----------------- | ------------ |
| 2008–09   | Bootsy Thornton   | Anadolu Efes |
| 2009–10   | Tarence Kinsey    | Fenerbahçe   |
| 2010–11   | Oğuz Savaş        | Fenerbahçe   |
| 2011–12   | Carlos Arroyo     | Beşiktaş     |
| 2012–13   | Jamont Gordon     | Galatasaray  |
| 2013–14   | No entregado      | ---          |
| 2014–15   | Bobby Dixon       | Karşıyaka    |
| 2015–16   | Luigi Datome      | Fenerbahçe   |
| 2016–17   | Bogdan Bogdanović | Fenerbahçe   |
| 2017–18   | Brad Wanamaker    | Fenerbahçe   |
| 2018–19   | Shane Larkin      | Anadolu Efes |
| 2020–21   | Rodrigue Beaubois | Anadolu Efes |
| 2021–22   | Jan Veselý        | Fenerbahçe   |
| 2022–23   | Vasilije Micić    | Anadolu Efes |
| 2023–24   | Nigel Hayes-Davis | Fenerbahçe   |
| 2024–25   | Khem Birch        | Fenerbahçe   |